# Lott (Texas)
Lott é uma cidade localizada no estado norte-americano de Texas, no Condado de Falls.

## Demografia
Segundo o censo norte-americano de 2000, a sua população era de 724 habitantes.
Em 2006, foi estimada uma população de 684, um decréscimo de 40 (-5.5%).

## Geografia

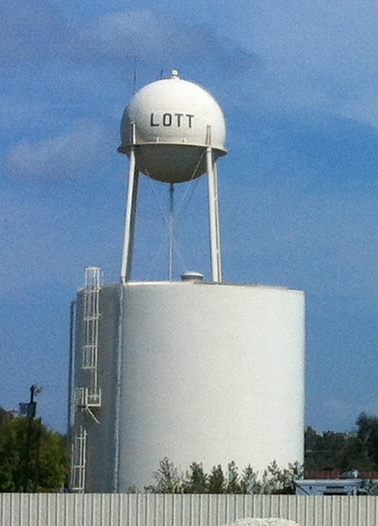

De acordo com o United States Census Bureau tem uma área de
2,7 km², dos quais 2,7 km² cobertos por terra e 0,0 km² cobertos por água. Lott localiza-se a aproximadamente 159 m acima do nível do mar.

## Localidades na vizinhança
O diagrama seguinte representa as localidades num raio de 28 km ao redor de Lott.